# Erin Hartwell
Erin Hartwell, född den 1 juni 1969 i Philadelphia, Pennsylvania, är en amerikansk tävlingscyklist som tog OS-guld i tempoloppet vid olympiska sommarspelen 1996 i Atlanta. 